# Simone Glad
Simone Glad Christensen (født 1990) er en dansk atlet fra 2017 medlem af Sparta Atletik tidligere i AGF og Odense Atletik/OGF.
Glad trænes af Claus Hechmann og tidligere af Sonni Thelmark Lundberg.

## Danske mesterskaber
- Sølv 2011 1500 meter inde 4,42.37
- Guld 2011 10km landevej
- Sølv 2011 1500 meter inde 4,49,12
- Guld 2010 3000 meter forhindring 10,53,87
- Bronze 2010 5000 meter 17,21,75
- Guld 2009 3000 meter forhindring 11,14,86
- Sølv 2009 2 x 200 meter inde 1,54,09

## Personlige rekord
- 3000 meter forhindring: 10,45,08 Marsa, Malta 19. juni 2010
- 10000 meter: 37,20,49 Espoo, Finland 23. maj 2010
- 5000 meter: 16,06,52 Østerbro Atletikstadion 31. maj 2017
- 3000 meter: 10,05,12 Odense Atletikstadion 22. september 2010
- 10 km landevej: 36,39 Århus 28. marts 2010